# عقيبة (كسروان)
عقيبة هي قرية لبنانية من قرى قضاء كسروان في محافظة جبل لبنان.
تبعد عقيبة 29 كلم (18.0206 مي) عن بيروت عاصمة لبنان. ترتفع 10 م (32.81 قدم - 10.936 يارد) عن سطح البحر وتمتد على مساحة 150 هكتاراً (1.5 كلم²- 0.579 مي²).